# Selenokumsk
Selenokumsk (russisch Зеленокумск) ist eine Stadt in der Region Stawropol (Russland) mit 35.839 Einwohnern (Stand 14. Oktober 2010).

## Geografie
Die Stadt liegt im nördlichen Kaukasusvorland an der Kuma, etwa 260 km östlich der Regionshauptstadt Stawropol.
Selenokumsk ist Verwaltungszentrum des Rajons Sowetski.
Die Stadt liegt an der auf diesem Abschnitt 1914 fertiggestellten Eisenbahnstrecke Georgijewsk–Budjonnowsk–Swetlograd.

## Geschichte
Der Ort entstand 1762 auf den Besitzungen des Grafen Alexander Woronzow durch Umsiedlung von Bauern aus den Dörfern Woronzowka und Alexandrowka im Gouvernement Woronesch. Es erhielt daher den Namen Woronzowo-Alexandrowka.
Im Zweiten Weltkrieg wurde das in dieser Zeit Woronzowo-Alexandrowskoje genannte Dorf am 18. August 1942 von der deutschen Wehrmacht besetzt und am 10. Januar 1943 von Truppen der Transkaukasusfront der Roten Armee zurückerobert.
Woronzowo-Alexandrowskoje wurde 1963 mit dem gegenüber am linken Kuma-Ufer gelegenen Dorf Nowo-Grigorjewskoje unter dem Namen Sowetskoje vereinigt und erhielt den Status einer Siedlung städtischen Typs. 1965 wurde unter dem heutigen Namen (nach dem Fluss und dem russischen Wort seljony für grün) das Stadtrecht verliehen.

### Bevölkerungsentwicklung
| Jahr | Einwohner | Bemerkung                                                    |
| ---- | --------- | ------------------------------------------------------------ |
| 1939 | 20.631    | Woronzowo-Alexandrowskoje 10.745, Nowo-Grigorjewskoje 9.886  |
| 1959 | 22.204    | Woronzowo-Alexandrowskoje 11.503, Nowo-Grigorjewskoje 10.701 |
| 1970 | 29.691    |                                                              |
| 1979 | 32.053    |                                                              |
| 1989 | 35.140    |                                                              |
| 2002 | 40.340    |                                                              |
| 2010 | 35.839    |                                                              |

Anmerkung: Volkszählungsdaten

## Kultur und Sehenswürdigkeiten
Die Stadt besitzt ein Heimatmuseum.
Im Dorf Otkasnoje 20 Kilometer westlich der Stadt wurde die Nikolai-Kirche (церковь Николая Угодника/zerkow Nikolaja Ugodnika) von 1902 zu Beginn der 1990er Jahre restauriert und 1992 wiedereröffnet.

## Wirtschaft
In Selenokumsk gibt es Betriebe des Maschinen- und elektrotechnischen Gerätebaus sowie der Textil- und Lebensmittelindustrie. Die Stadt ist Zentrum eines Landwirtschaftsgebietes.

## Söhne und Töchter der Stadt
- Alexander Grebenjuk (* 1951), Leichtathlet